# Central Única dos Trabalhadores
De Central Única dos Trabalhadores (CUT) is een Braziliaanse vakbond.

## Historiek
De vakbond werd opgericht op 28 augustus 1983.

## Structuur

### Bestuur
| Tijdspanne   | Voorzitter                     |
| ------------ | ------------------------------ |
| 1983 - 1994  | Jair Meneguelli                |
| 1994 - 2000  | Vicente Paulo da Silva         |
| 2000 - 2003  | João Felício                   |
| 2003 - 2005  | Luiz Marinho                   |
| 2005 - 2006  | João Felício                   |
| 2006 - 2012  | Artur Henrique da Silva Santos |
| 2012 - heden | Vagner Freitas                 |